# پوش کار
پوشکار (به انگلیسی: Pushkar) یک منطقهٔ مسکونی در هند است که در Ajmer district واقع شده‌است. پوشکار ۱۴٬۷۸۹ نفر جمعیت دارد و ۵۱۰ متر بالاتر از سطح دریا واقع شده‌است.